# Charly Lownoise & Mental Theo
Charly Lownoise & Mental Theo je nizozemski happy hardcore DJ dvojac. Sastav, koji sačinjavaju Ramon Roelofs (Charly Lownoise) i Theo Nabuurs (Mental Theo), na vrhuncu je popularnosti bio sredinom 1990-ih. Ukupno su prodali oko 3 milijuna ploča (singlova i albuma).
Roelofs i Nabuurs upoznali su se na Mallorci, gdje su radili kao DJ-evi na rave zabavama. Suradnju su počeli u Utrechtu i vrlo brzo postigli su međunarodni uspjeh singlovima "Live at London", "Wonderfull Days" i "Stars".
Dana 8. travnja 2009. dvojac je objavio da radi na novom albumu.

## Diskografija

### Albumi
- Charlottenburg (1995.)
- Old School Hardcore (1996.)
- On Air (1996.)
- Kiss Your Sweet Ears Goodbye (1998.)
- Speedcity (2003.)
- Best Of - Thank You Ravers (2005.)

### Singlovi
- "Live at London" (1994.)
- "Wonderfull Days" (1995.)
- "Together in Wonderland" (1995.)
- "The Bird" (1995.)
- "Stars" (1995.)
- "This Christmas" (1995.)
- "Your Smile" (1996.)
- "Fantasy World" (1996.)
- "Hardcore Feelings" (1996.)
- "Streetkids" (1996.)
- "Party" (1997.)
- "Just Can't Get Enough" (1997.)
- "Next 2 Me" (1998.)
- "Girls" (2000.)
- "Wonderfull Days 2.08" (2007.)

## Vanjske poveznice
- Charly Lownoise - službena stranica  Arhivirana inačica izvorne stranice od 26. svibnja 2009. (Wayback Machine) (nizoz.)(njem.)
- Mental Theo - službena stranica (nizoz.)(engl.)